# Ambravallei
De Ambravallei of Ambradal (Italiaans: Val d’Ambra of Valdambra) is het dal waar de beek Ambra doorheen stroomt. De beek is 38 km lang en stroomt vanaf de bron in Monteluco (890 m. boven zeeniveau in de provincie Siena) naar Levanella (150 m., in de provincie Arezzo), waar hij in de Arno uitmondt. Het belangrijkste dorp in de vallei is Bucine, hoofdplaats van de gelijknamige gemeente. Het dorp heeft circa 3000 inwoners. De hele vallei telt iets meer dan 10.000 inwoners.

## Geografie
Door de vallei loopt provinciale weg 540 die het Valdarno verbindt met Siena. Vroeger had deze weg de status van rijksweg.
Andere dorpen in de vallei zijn: Levane, Montebenichi, Rapalle, Pietraviva, Badia a Ruoti, Capannole, Badia Agnano, Duddova, Pogi, Ambra, San Martino, Cennina, Solata, Sogna, San Leolino, San Pancrazio. Al deze plaatsen maken deel uit van de gemeente Bucine.

## Cultuur, economie en natuur
De Ambravallei is een heuvelachtig gebied en zeer bosrijk. Ook staat de streek bekend om zijn tabaksteelt en om zijn rijkdom aan zonnebloemvelden en olijfboomgaarden. De streek is sterk gericht op hoogontwikkelde landbouw en veeteelt. Ook de toeristische sector is zeer uitgebreid en heeft een breed aanbod aan b&b, agriturismo, vakantiewoningen, hotels en campings.

## Hoogteverschillen
Het laagste punt van de vallei bevindt zich op 150 m. bij het dorp Levane. Bucine ligt op ongeveer 250 m. en het hoogstgelegen punt van de gemeente Bucine is Poggio Ascensione (655 m.). Aan de noordkant grenst de vallei aan Valdarno (waartoe door sommigen ook Ambravallei wordt gerekend), in het oosten aan Valdichiana, in het zuiden aan de provincie Siena en in het westen aan de Chiantistreek.

## Geschiedenis
In de Ambravallei zijn veel historische bezienswaardigheden te zien uit diverse tijdperken, van de prehistorie tot de moderne tijd.
- prehistorie: in het paleontologisch museum in Bucine zijn diverse vondsten te zien
- Etruskische tijd: borgo di Rapale
- Romeinse tijd: brug te Pogi
- Longobardische tijd: Montebenichi
- Middeleeuwen: kasteel van Cennina, versterkte toren van Galatrona, abdij van Badia te Ruoti, dorpskerken in Capannole, Petrolo en de St. Apollinariskerk in Bucine
- Moderne tijd: grote spoorbrug van Bucine, herinnering aan de slachtpartij van de nazi’s in San Pancrazio, waarbij op 29 juni 1944 als represaille 73 inwoners werden vermoord.

## Film
De gemeente Bucine heeft in 2000 de film ‘La valle dell’Ambra’ uitgebracht, een documentaire van een half uur door Walter Bencini, en tevens het boek ‘Bucine e la Valdambra’.